# Hayyim Samuel Jacob Falk
Hayyim Samuel Jacob Falk (1708 — 17 de abril de 1782; em hebraico: חיים שמואל יעקב דפאלק מרדיולה לנידו), também conhecido como o Baal Shem de Londres , título designado para pessoas que supostamente sabiam usar Nomes Sagrados na crença judáica, ou Doutor Falckon, ele era um rabino, cabalista, mago e alquimista, cercado pela reputação de milagreiro e manipulador de maravilhas, cujo local de nascimento exato encontra-se questionável, sendo possivelmente originário da cidade de Fürth, na Baviera, um estado na Alemanha, outras fontes apontam para a cidade de Pidvolochys'k, localizada na região de Ternopil, Ucrânia. Hayyim se mudou para Londres em 1742, alocando-se na Wellclose Square, pois neste dado momento histórico o mesmo encontrava-se sendo processado e perseguido por bruxaria em seu país de origem. 

## Vida
Hayyim Samuel Jacob Falk nasceu no ano de 1708 em Fürth, na Baviera. Foi acusado pelas autoridades na Vestfália por feitiçaria, sendo consequentemente condenado à execução na fogueira, recebendo refúgio em Holzminden pelo conde alemão Alexandre Leopoldo de Rantzau. 
Durante esta estada, em 1736, Hayyim realizou performances cabalísticas no castelo de Rantzau, essas que foram testemunhadas pelos nobres presentes e pelo conde George Luís de Rantzau, filho de Alexandre Leopoldo. Estas demonstrações místicas foram relatadas e detalhadas pelo conde em seu livro Mémoires du comte de Rantzow , texto usado como referência por pesquisadores como uma fonte padrão original.
No ano de 1742, Hayyim estabeleceu-se em Londres, Reino Unido, onde foi vizinho de Emanuel Swedenborg, o qual teve uma significativa influência do cabalista em sua vida . Morou inicialmente em 35 Prescott Street e posteriormente na Wellclose Square, onde permanecera até seu morte aos 74 anos de idade, cujo fator causador não é sabido ao certo, datada em 17 de abril do ano de 1782, tendo sido enterrado no Cemitério da estrada de Alderney, em Mile End, Londres.

## Folclore
Há um folclore repleto de histórias ao redor da vida de Hayyim e seus feitos, sobre poderes extraordinários do mesmo envolvendo as práticas e crenças judáicas as quais era adepto, como a capacidade de manter velas queimando milagrosamente ou transportar objetos de um lugar ao outro sem tocar nos mesmos. De acordo com relatos, Falk realizava visitas secretas em sua carruagem a Epping Forest, onde teria enterrado um susposto tesouro. Em uma de suas supostas histórias, ao encontrar-se sem carvão, Falk teria realizado um feito mágico envolvendo três camisas e um chifre de carneiro.
Existem alegações sobre como Hayyim havia salvo a Sinagoga de Bevis Marks do fogo ao escrever algo em hebraico em um dos pilares da porta do lugar.

## Opinião judaica de Falk
Em seu testamento havia uma soma anual de 100 libras direcionadas para a Sinagoga St James Duke's Place, em Londres, tal como para algumas Torás de Sefer.
Foi acusado pelo rabino Jacob Emden de ser um sabatiano, nome dado para seguidores de Sabbatai Zevi, um místico judeu do século XVII, quando Hayyim convidou Moisés David de Podhayce, uma conhecida figura sabática com conexões com Jonathan Eibeschutz, para sua casa.

## Diário e biografia
Falk mantinha um diário escrito em hebraico contendo registros de seus sonhos e os nomes cabalísticos dos anjos. O manuscrito pode ser encontrado na biblioteca da Sinagoga Unida, em Londres. No ano de 2002, Michal Oren publicou o mencionado diário conjuntamente com uma biografia de Falk. O diário foi publicado juntamente com o diário do assistente de Falk, Tsvee Hirsch de Kalish.

## Homônimo
Ao contrário de Baal Shem Tov (em hebraico, "O Mestre da Boa Fama"), o Baal Shem de Londres possuia uma reputação sulfurosa, em particular, por ter divulgado segredos da Cabala àqueles que o visitavam, especialmente aos nobres cristãos, dos quais ele teria conseguido extorquir uma grande somatória de dinheiro.
O retrato de Baal Shem de Londres, erroneamente atribuído ao famoso artista americano John Singleton Copley, foi mais tarde considerado erroneamente como um retrato de Baal Shem Tov, o fundador do hassidismo, tendo sido reproduzido e disseminado na comunidade hassídica. Não há retrato conhecido de Baal Shem Tov. 